# 格奧爾基拉澤爾鄉 (雅洛米察縣)
44°38′00″N 27°28′00″E / 44.6333°N 27.4667°E
格奧爾基拉澤爾鄉（羅馬尼亞語：Gheorghe Lazăr, Ialomița），是羅馬尼亞的鄉份，位於該國南部，由雅洛米察縣負責管轄，面積46平方公里，海拔高度27米，2007年人口2,374，人口密度每平方公里51人。